# Cozinheiro Imperial
Cozinheiro Imperial ou Cozinheiro Imperial ou Nova Arte do Cozinheiro e do Copeiro em Todos os seus Ramos foi o primeiro livro sobre culinária publicado no Brasil.

## A Obra
Apesar das três primeiras edições terem um receituário típicamente europeu - português e francês principalmente, o autor em sua 5a edição, de 1866, introduz os "muitos e saborosíssimos quitutes brasileiros como sejão vatapás, carurus, angús, carís, moquecas ou moquencas de peixes,...", denotando uma nítida influência africana.
Receita de Vatapá de Porco (Cozinheiro Imperial, 1874):
| “ | Coza-se em água uma porção de carne, ou lombo de porco, e tempere-se com toicinho derretido, tomates, cebolas, salsa, alho, tudo muito bem picado, gengibre raspada, cardamono, louro, pimenta da India e bastante crumari. Deixe-se cozer tudo muito bem, e deite se-lhe alguma farinha de amendoim torrado, e depois engrosse-se o caldo com farinha de mandioca fina e misture-se a tudo uma porção de azeite de dendê. Come-se com uma massa de qualquer farinha feita a parte. Por este mesmo methodo se fazem os vatapás de gallinha, peixes e mariscos, mas estes dous ultimos levão azeite doce em lugar de gordura | ” |

Destacam-se também nessa edição, as receitas de: angú a brasileira, galinha com quingombos [quiabos], zorô, cuscús (com farinha de trigo), vatapá de bacalhau, vamarões com cajus a brasileira, feijões verdes com camarões a brasileira, sopa de cará, carne de porco com quiabos a brasileira, dentre inúmeras outras.
Na Ficção
A obra de R.C.M. é retratada no livro Cunhambyra ou Cozinheiro Imperial de R. C. Barbosæ. O autor desvenda a identidade anônima do R. C. M., identificando-o como René Cunhambyra Martin e relata, como plano de fundo, o que se passou com R. C. M. para escrever o primeiro livro de culinária do Brasil.

## Edições
Alguns autores, como Dante de Laytano, afirmam que foram onze as edições, enquanto Laurence Hallewell, informa terem sido dez as edições.
Edições publicadas pela editora Eduardo & Henrique Laemmert, do Rio de Janeiro:
- 1a edição:1839 (Em 1840 houve uma reimpressão)
- 2a edição:1843
- 3a edição:1852
- 4a edição:1859
- 5a edição:1866
- 6a edição:1874
- 7a edição:1877
- 8a edição:1881
- 9a edição:1884
- 10a edição:1887

E em 1996, foi publicada uma reedição em versão moderna e adaptada, a partir da 2a edição, de 1843, por Vera Sandroni. - Cozinheiro Imperial. Editora Best Seller. São Paulo. 1996. ISBN 857123566X.

## Leituras adicionais
- ALGRANTI, Leila Mezan . O Mestre-Cuca Sem Nome. Revista de História da Biblioteca Nacional. Rio de Janeiro. Ano 1, n. 5. Novembro 2005.
- BRUIT, Hector H. As Páginas do Sabor. Revista Nossa História. Rio de Janeiro : Editora Vera Cruz. Ano 3, n. 29. Março 2006.
- WATZOLD, Tim. A Proclamação da cozinha brasileira como parte do processo de formação da identidade nacional no Império do Brasil 1822-1889. Belo Horizonte: TCS Editora. 2012. ISBN 978-3-88559-093-4 (ISBN da versão alemã de 2011).